# Borneopåfågelfasan
Borneopåfågelfasan (Polyplectron schleiermacheri) är en fågel i familjen fasanfåglar inom ordningen hönsfåglar. Den förekommer endast på Borneo i Sydostasien. Arten har en mycket liten och krympande population. IUCN kategoriserar den som starkt hotad.

## Utseende och läten
Borneopåfågelfasanen är en rätt liten och relativt kortstjärtad påfågelfasan med vit strupe. Kroppslängden är cirka 50 cm hos hanen, hos honan 35,5 cm. Hanen har vitt på mitten av bröstet och blågrönt på bröstsidorna. Ovansidan är rostbrun strödd med små gröna ögonformade fläckar. Honan är mindre och dovare i färgerna. Båda könen har rödaktig, bar hud i ansiktet. Lätet beskrivs som en serie hårda kacklingar som ökar i ljudstyrka. Även ett högljutt, tvåstavigt och nästan kvackande "kank kank".

## Utbredning och levnadssätt
Borneopåfågelfasanen förekommer som det hörs på namnet på Borneo. Dess krav på levnadsmiljö är bristfälligt kända, men den tros föredra torrare låglandsskogar med Dipterocarpus före träskskog eller vattennära skog, från havsnivå till 1000 meter över havet.

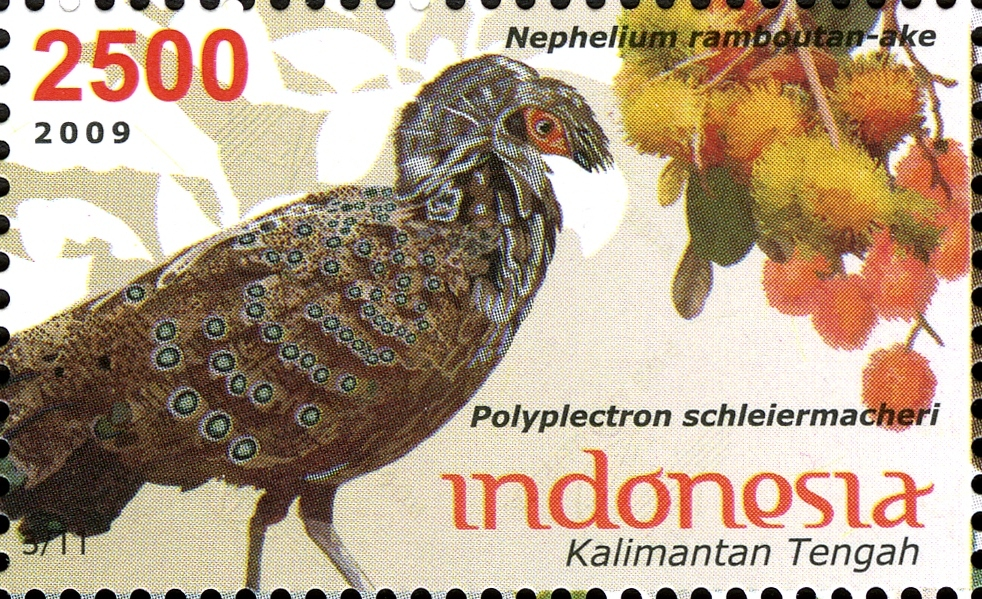
Borneopåfågelfasan på ett indonesiskt frimärke.

## Systematik
Enligt genetiska studier utgör borneopåfågelfasanen systerart till malackapåfågelfasan (Polyplectron malacense). Den behandlas som monotypisk, det vill säga att den inte delas in i några underarter.

## Status
Borneopåfågelfasanens status är dåligt känd, men den tros ha en liten, minskande och fragmenterad världspopulation på mellan 5 000 och 25 000 vuxna individer. Internationella naturvårdsunionen IUCN kategoriserar därför arten som starkt hotad.

## Namn
Fågelns vetenskapliga artnamn hedrar August Heinrich Schleiermacher (1816-1892), tysk tjänsteman, jurist och museidirektör i Darmstadt.